# Chiesa di Santa Maria fuori le mura
La chiesa di Maria fuori le mura è un luogo di culto cattolico situato nel comune di Millesimo, in piazza Santa Maria extra muros, in provincia di Savona.

## Storia e descrizione

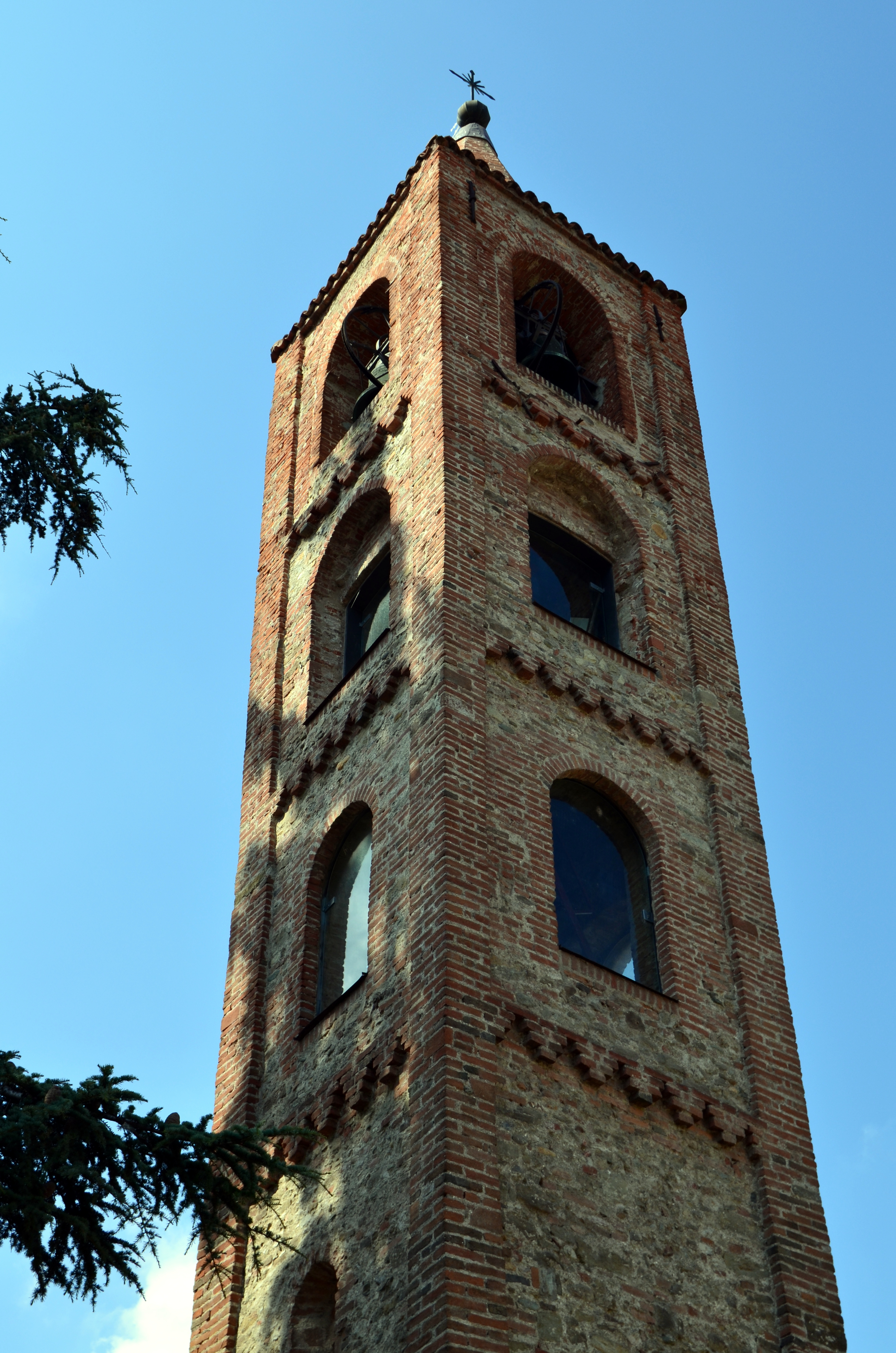
Il campanile

Eretta nel corso del XII secolo fu costruita in stile romanico a tre navate. L'edificio è citato in un documento del 998 con l'appellativo di San Petri da Millesimo.
Dopo una lunga fase di abbandono, negli anni sessanta del XX secolo un progetto di recupero e restauro, tra il 1960 e il 1961, ha riportato l'antico edificio allo stato originale.
All'interno, nel presbiterio e nel fondo della navata destra, sono conservati affreschi del XVI secolo (Madonna col Bambino e santi, Storie di santa Marta, san Sebastiano, Profeti ed Evangelisti, sant'Antonio abate) e una vasca battesimale del tardo medioevo.